# Costin Amzăr
Costin Ionuț Amzăr (Bucarest, 11 luglio 2003) è un calciatore rumeno, difensore dell'Al-Nasr in prestito dal Dinamo Bucarest.

## Carriera

### Club
Cresciuto nel settore giovanile della Dinamo Bucarest, ha debuttato in prima squadra il 16 agosto 2021 nell'incontro di prima divisione rumena perso 1-0 contro il Mioveni. Ha segnato il suo primo gol il 6 dicembre 2022 nella partita di Cupa României pareggiata 3-3 contro l'Unirea Slobozia.
Il 30 settembre 2024 è stato ceduto in prestito all'Al-Nasr, club della prima divisione emiratina, con il quale nella stagione 2024-2025 ha giocato 16 partite di campionato.

### Nazionale
Ha giocato con le nazionali giovanili rumene Under-19, Under-20 ed Under-21.

## Statistiche

### Presenze e reti nei club
Statistiche aggiornate al 7 giugno 2025.
| Stagione        | Squadra         | Campionato      | Campionato | Campionato | Coppe nazionali | Coppe nazionali | Coppe nazionali | Coppe continentali | Coppe continentali | Coppe continentali | Altre coppe | Altre coppe | Altre coppe | Totale | Totale | Totale |
| Stagione        | Squadra         | Comp            | Pres       | Reti       | Comp            | Pres            | Reti            | Comp               | Pres               | Reti               | Comp        | Pres        | Reti        | Pres   | Reti   |        |
| --------------- | --------------- | --------------- | ---------- | ---------- | --------------- | --------------- | --------------- | ------------------ | ------------------ | ------------------ | ----------- | ----------- | ----------- | ------ | ------ | ------ |
| 2021-2022       | Dinamo Bucarest | L1              | 9          | 0          | CR              | 1               | 0               | -                  | -                  | -                  | -           | -           | -           | 10     | 0      |        |
| 2022-2023       | Dinamo Bucarest | L2              | 27         | 0          | CR              | 3               | 1               | -                  | -                  | -                  | -           | -           | -           | 30     | 1      |        |
| 2023-2024       | Dinamo Bucarest | L1              | 33         | 0          | CR              | 3               | 2               | -                  | -                  | -                  | -           | -           | -           | 36     | 2      |        |
| 2024-2025       | Dinamo Bucarest | L1              | 5          | 0          | CR              | 0               | 0               | -                  | -                  | -                  | -           | -           | -           | 5      | 0      |        |
| 2024-2025       | Al-Nasr         | UEPL            | 16         | 0          | ELC+EPC         | 2+1             | 0               | -                  | -                  | -                  | GCC+QESC    | 0           | 0           | 19     | 0      |        |
| Totale carriera | Totale carriera | Totale carriera | 90         | 0          |                 | 10              | 3               |                    | -                  | -                  |             | 0           | 0           | 100    | 3      |        |

## Palmarès

### Club

#### Competizioni internazionali
- Qatar-UAE Super Cup: 1

Al-Nasr: 2024-2025